# Кусяпкулово
Кусяпкулово (баш. Көҫәпҡол) — микрорайон города Ишимбая, расположенный в его северной части, на правом берегу реки Тайрук.
С северо-востока граничит с Затайрукским лесопарком.

## История
Микрорайон основан как деревня Кусяпкулова Юрматынской волости, первая фиксация которой состоялась в 1770 году (деревню посетил И. И. Лепёхин).
Деревня названа по имени Кусяпкула Азатбаева (варианты написания — Азятев, Азятов, Азатеев) из рода Азнай, племени Юрматы, участник пугачёвского бунта. В октябре 1773 года вместе с Сайраном Саитовым (Сеитовым) привёл к Пугачёву тысячный отряд башкир — юрматынцев. В мае 1774 года с Каранаем Муратовым осаждал Стерлитамакскую пристань, разграбил и сжёг её. В 1790 году служил старшиной.
В ревизских сказках деревни Кусяпкулово указаны потомки Кусяпкула: юртовый старшина Умитбай Кусяпкулов (1764—1831), походный старшина Ишбулда Кусяпкулов (1768—1819), зауряд-есаул Ишкиня Кусяпкулов (1777—1831), Мряс Кусяпкулов (1788 г. р.), Кинзябулат Кусяпкулов (1796—1827).
.
Деревня в официальных документах разделялась на Верхнюю Кусяпкулову и Нижнюю Кусяпкулову.

Стерлитамакский уезд, 3-й стан, в сторону от правого берега:
№ 2662 д. Верхняя Кусяпкулова, башк., расположена при рч. Тяйрюке, расстояние от уездного города 18 вёрст, расстояние от становой квартиры 28 вёрст, число дворов 58, число жителей м.п. 119, ж.п. 108. Жители деревни кроме земледелия и скотоводства занимались пчеловодством, деланием телег и саней. (по X ревизии 1859 года в деревне проживали башкиры, мещеряки, тептяри м.п. — 110, ж.п. — 113. ЦГИА РБ. Ф. И-138. Оп. 2. Д.766. Л.691.)
Стерлитамакский уезд, 3-й стан, в сторону от правого берега:
№ 2663 д. Нижняя Кусяпкулова, башк., расположена при рч. Тяйрюке, расстояние от уездного города 18 вёрст, расстояние от становой квартиры 28 вёрст, число дворов 49, число жителей м.п. 143, ж.п. 1132. В деревне имелись: мечеть, училище, 2 водяные мельницы. Жители деревни кроме земледелия и скотоводства занимались пчеловодством, извозничеством, деланием саней. (по X ревизии 1859 года в деревне проживали башкиры, мещеряки, тептяри м.п. — 110, ж.п. — 113. ЦГИА РБ. Ф. И-138. Оп. 2. Д. 766. Л.679.)— Населённые пункты Башкортостана. Ч.1. Уфимская губерния, 1877. — Уфа: Китап, 2002. — С. 365.
Ещё в 1770 году экспедиция Академии наук, возглавленная академиком Иваном Лепёхиным, обнаружила в пяти верстах от д. Кусяпкуловой небольшой источник «горной нефти». Первые поиски нефти возле деревень Кусяпкулово и Ишимбаево начались в конце XIX века частными предпринимателями. В 1911-14 промышленник А. И. Срослов арендовал земли, и заложенная им шахта глубиной 12,7 метра пересекла два слоя насыщенных нефтью пород.

Кусяпкуловское нефтяное месторождение было открыто в 1934 году, став вторым месторождением нефти на Урале, после Ишимбайского нефтяного месторождения, а после ввода их в промышленную эксплуатацию БАССР вышло по добыче нефти на третье место в СССР.
Постановление Президиума Центрального Исполнительного Комитета Башкирской АССР о новой сети в составе районов Башкирской АССР от 3 февраля 1935 года
…

36) Макаровский район с административным центром в с. Петровское в составе существующих сельсоветов: … 16. Кусяпкуловского;— История Административно-территориального деления Республики Башкортостан (1708-2001). Сборник документов и материалов. Уфа: Китап, 2003. Стр.120
В 1935-40 годах центр Кусяпкуловского сельсовета в составе Ишимбайского района.
«Постановление Всероссийского Центрального Исполнительного Комитета об образовании новых районов в Башкирской АССР» от 20 марта 1937 года
Президиум Всероссийского Центрального Исполнительного Комитета постановляет:
Образовать в составе Башкирской АССР следующие новые районы:
6. Ишимбайский район, с центром в раб. пос. Ишимбае, в составе:

а) … Кусяпкуловского сельсоветов, выделяемых из Макаровского района
В 1940 году деревня Кусяпкулово вошла в состав города Ишимбая, став микрорайоном.
«Указ Президиума Верховного Совета РСФСР о преобразовании рабочего посёлка Ишимбая в город и ликвидации Ишимбайского района Башкирской АССР» от 10 февраля 1940 года гласил:
2. О включении в черту г. Ишимбая населённых пунктов: Кусяпкулова и Смакаево Ишимбайского района
В 2011 году решением Ишимбайского горсовета на территории микрорайона определены границы для осуществления территориального общественного самоуправления.
В настоящее время добываются нефть и газ.

## Экономика
Главные предприятия, обеспечивающие трудовую занятость населения, сосредоточены на улице Северной.
- Ишимбайская линейно-эксплуатационная служба Стерлитамакского ЛПУМГ — филиал ООО «Газпром трансгаз Уфа»
- Ишимбайское дорожное ремонтно-строительное управление — филиал ОАО «Башкиравтодор».

## Образование
- Средняя общеобразовательная школа № 15
- Специальное профессиональное училище № 1 закрытого типа для детей и подростков с девиантным поведением

## Учреждения здравоохранения
- Ишимбайский филиал Республиканского противотуберкулезного диспансера ул. Насыри, 1
- Ишимбайский психоневрологический интернат ул. Северная, 1а

## Торговля
- Скотный рынок

## Транспорт
- Городские автобусные маршруты №№ 6, 9, 10.